# Дигитална култура
Дигитална култура подразумева одређени начин живота који карактерише употреба дигиталних средстава као основних средстава за функционисање живота. Своју пуну примену добија са почетком новог миленијума, иако корене вуче и из онога што је њему предходило. 

## Контекст
Већина дигиталних средстава чија примена достиже врхунац у 21. веку настала је у оквиру војних пројеката у контексту хладног рата, а неприметна зависност од њих коначно се оличава у Миленијумском проблему

### Миленијумски проблем
С обзиром на ограничену меморију првих рачунарских система, тадашњи програмери користили су скраћенице како би уштедели простор. Са доласком нове 2000. године чија скраћеница би била 00 родили су се нови апокалиптички сценарији. С обзиром да су већ деведесетих година банкарски системи већ скоро у потпуности почивали на дигиталним технологијама, војни систем, такође, (нуклеарно оружје измеђуосталог) страховало се да ће можда доћи до пропасти банкарског система, па и до нуклеарне катастрофе. Разлог за остварење овог апокалиптичног сценарија наводно је био страх да дигитална технологија неће успети да разуме скраћеницу која се односи на нову 2000. годину, већ да ће грешком или активирати нуклеарне бомбе или срушити читав банкарски систем.
Верује се да су овакав сценарио још додатно „надули“ они који су имали интерес да уновче своје знање о рачунарима.

Оно што је изродило из овог случаја, а што је имало најапокалиптичнији изглед:
„Био је apo-kalyptein – откровење или отварање нечега што је пре тога било скривено. Као нека муња на тамном небу, то је на тренутак осветлило оно што је дотле било затамњено: готово потпуни преображај света под дејством дигиталних технологија.“
Овај догађај може се прогласити почетком конституисања појма дигиталне културе.

## Значење
Значење појма дигитална култура можемо анализирати реч по реч.
Реч дигитално користи се у техници да означи податке као дискретне вредности. У контексту дигиталне културе 21. века и савременог искуства у истом, реч дигитално се користи као метонимија за низ виртулних привида, тренутних комуникација, свеприсутних медија и глобалних могућности укључења.
Оно што наводи да се поверује да дигитална култура постоји као култура за себе јесте управо то препознавање савремног искуства. По Рејмонду Вилијамсу реч дигитално у дигиталној култури означава посебан начин живљења групе људи у датом историјском времену.
Ову реч дигитално можемо узети као ознаку културе јер обухвата система означавања и комуникација, који јасно праве разлику у начину живота у односу на неке друге.

## Карактеристике

### Дигитално окружење
Са почетком новог миленијума и са успешним преживљавањем „апокалитичког“ периода одпочиње доба јачег поверења у дигиталну технологију и она почиње да продире у свепоре друштва.
Првенствено улази у поље филма и масовних медија, а затим и музике и забаве. Са развојем интернета долази и до могућности лаког конвертовања садржаја и лаког приступа свим медијима (телевизија, радио, новине, ...)
У процесу комуникације са другима људи граде своје друштвене просторе и окружења. Захваљујући заједничким симболима (језику, сликама, звуковима и аватарима) замишљају се и креирају простори, а симболичке представе о другима подсећају на њих и када физички нису присутни (у овом случају веза са њима се може одржати и на даљину). Коришћење технологија попут фотоапарата, компјутера и мобилних уређаја изградило је нова окружења као и нове друштвене односе. Када се та окружења дигитализују постаје преносиво. Управо та преносивост културног садржаја главна је карактеристика дигиталне културе. Простори чије односе уређује употреба дигиталних технологија називају се социоменталним. 

### Онлајн заједнице
Погледај још и: Виртуелне заједнице
Заједница може да се дефинише као група људи коју карактеришу одређени географски простор и наглашен осећај припадности тој заједници, одређен начин живота, људски односи унутар ње и у ширем контексту и култура те заједнице. Реч онлајн која претходи самој речи култура означава одређену природу заједнице. По Хауарду Рејнголду, онлајн заједнице би биле "друштвене формације које настају у Мрежи и граде мреже личних односа". Оне могу постојати искључиво онлајн, а да ипак имају неку врсту физичке представе (попут технологије преко које им се приступа). Без обзира на њихову апстрактну природу њихови творци, па и људи изван њих углавном их перципирају као конкретне заједнице. С обзиром на то онлајн групе често ће се перципирати као заједнице које окупљају људе да би успоставили одређене друштвене везе. 
"Заједнице су очигледно друштвене мреже."

## Рскршће онлјн и офлајн света
Мери Чејко наводи у својој књизи Суперповезани да се често све оно што радимо онлајн дешава на уштрб онога што би могло да се деси офлајн.
"Онлајн се друже са својим офлајн познаницима и односе одржавају и посредством медија, и у физичком окружењу"
Стварност која се доживљава преко технологије обично се посматра као комбинација или мешавина онлајн и офлајн света, а не као или једно или друго. Теоретичар друштвених медија Нејтан Џергенсон то раздвајање назива дигиталним дуализмом. Укључивање технологије у људске односе не формира два различита и међусобно супродстављена универзума, већ је реч само о различитим аспектима искустава који се међусобно преплићу да би се на крају претворили у оно што називамо нашом стварношћу, односно нашим животом.
Тако долази до постепеног навикавања на технологију која постаје део живота, као и на то да та технологија утиче на живот обогаћујући га.